# Alexandru Dumitrescu (politician)
Alexandru Dumitrescu este un deputat român în legislatura 1990-1992, ales în județul Buzău pe listele partidului FSN. Alexandru Dumitrescu a fost membru în grupurile parlamentare de prietenie cu Franța și Republica Elenă.
Alexandru Dumitrescu a fost unul dintre primii directori ai Casei de Cultură a Sindicatelor  Buzău. Din 1982 până în 1985 lucrează ca judecător, apoi trece în avocatură.